# NASA Astronaut Group 6

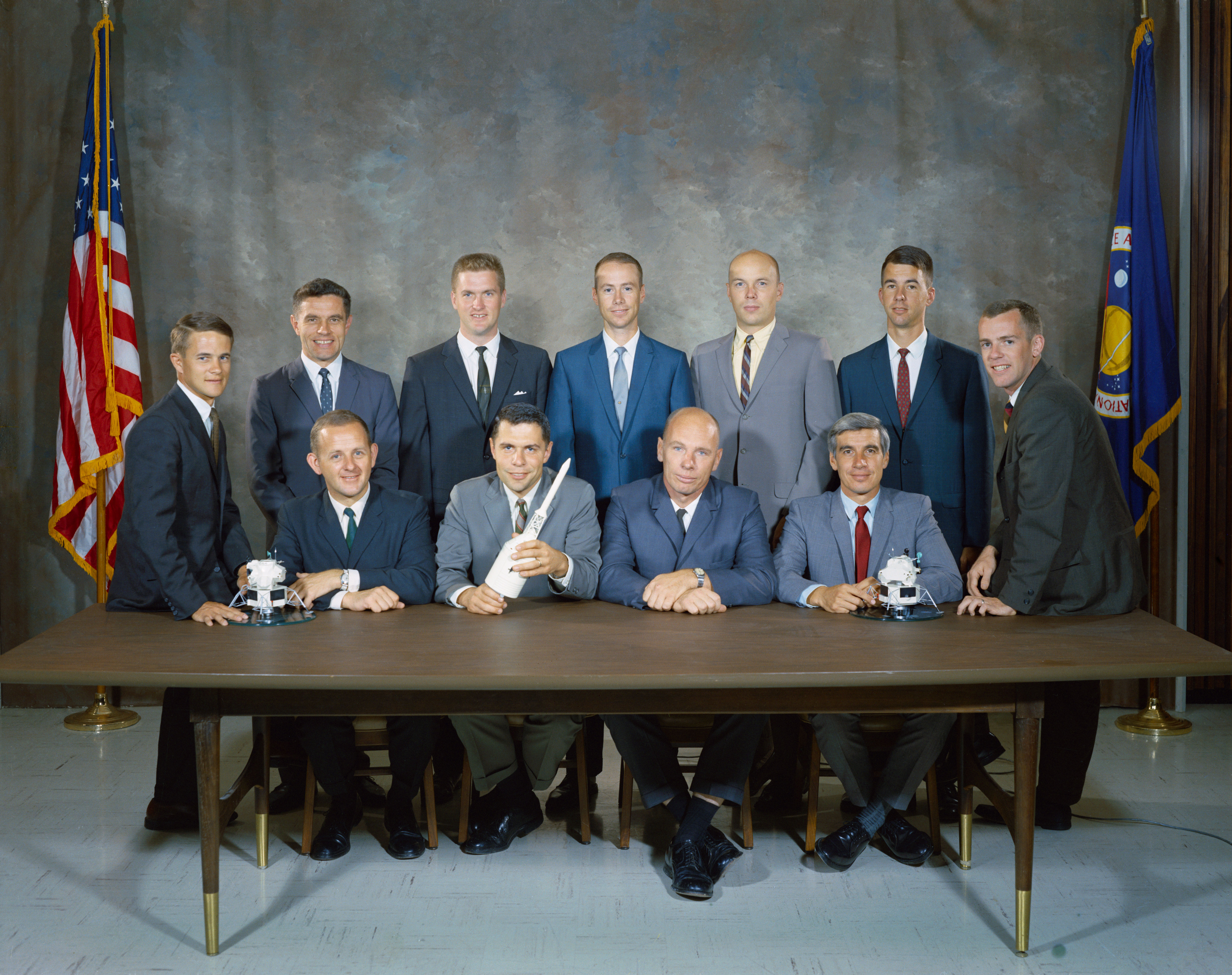
Seduti da sinistra: Philip K. Chapman, Robert A. R. Parker, William E. Thornton and John A. Llewellyn.
In piedi da sinistra: Joseph P. Allen IV, Karl G. Henize, Anthony W. England, Donald L. Holmquest, Story Musgrave, William B. Lenoir and Brian T. O'Leary.

Il NASA Astronaut Group 6 è stato selezionato dalla NASA nell'agosto del 1967.

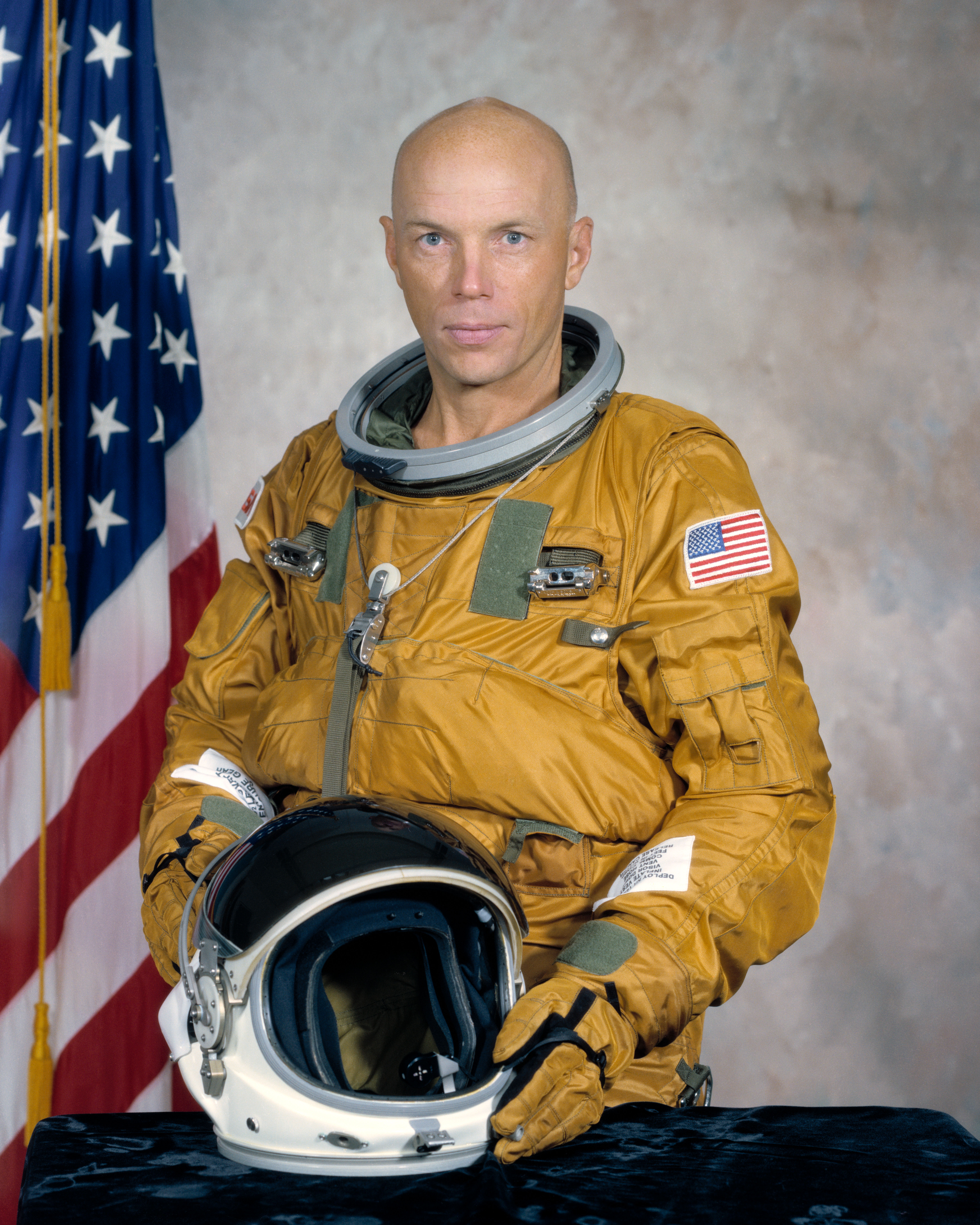
Story Musgrave

## Elenco degli astronauti
- Joseph P. Allen

STS-5, Specialista di Missione
STS-51-A, Specialista di Missione
- Philip K. Chapman

- Anthony W. England

STS-51-F, Specialista di Missione
- Karl G. Henize

STS-51-F, Specialista di Missione
- Donald L. Holmquest

- William B. Lenoir

STS-5, Specialista di Missione
- John A. Llewellyn

- Story Musgrave

STS-6, Specialista di Missione
STS-51-F, Specialista di Missione
STS-33, Specialista di Missione
STS-44, Specialista di Missione
STS-61, Specialista di Missione
STS-80, Specialista di Missione
- Brian T. O'Leary

- Robert A. R. Parker

STS-9, Specialista di Missione
STS-35, Specialista di Missione
- William E. Thornton

STS-8, Specialista di Missione
STS-51-B, Specialista di Missione